# Mubadala World Tennis Championship 2019
El Mubadala World Tennis Championship 2019 será un torneo de exhibición no afiliado ATP. Será la décima edición del Campeonato Mundial de Tenis Mubadala con los mejores jugadores del mundo compitiendo en el evento, celebrado en un formato de eliminación directa. El ganador recibe un premio de $ 250,000. El evento se llevó a cabo en el International Tennis Centre en la Ciudad Deportiva Zayed en Abu Dabi, Emiratos Árabes Unidos.

## Jugadores

### Individuales masculino
| Tenista            | Ranking | Preclasificado |
| Rafael Nadal       | 1       | 1              |
| Novak Djokovic     | 2       | 2              |
| Stefanos Tsitsipas | 6       | 3              |
| Karen Jachanov     | 17      | 4              |
| Andréi Rubliov     | 23      | 5              |
| Hyeon Chung        | 128     | 6              |

### Individuales femenino
| Tenista          | Ranking | Preclasificada |
| Ajla Tomljanović | 51      | 1              |
| Maria Sharapova  | 131     | 2              |

## Campeones

### Individual masculino
Rafael Nadal venció a  Stefanos Tsitsipas por 6-7(3-7), 7-5, 7-6(7-3)

### Individual femenino
Maria Sharapova venció a  Ajla Tomljanović por 6-4, 7-5